# NGC 3520
NGC 3520 é uma galáxia elíptica (E1/P) localizada na direcção da constelação de Crater. Possui uma declinação de -18° 01' 29" e uma ascensão recta de 11 horas, 07 minutos e 08,7 segundos.
A galáxia NGC 3520 foi descoberta em 1886 por Frank Leavenworth.